# Cabinet de guerre de Churchill
Pour les articles homonymes, voir Cabinet de guerre.

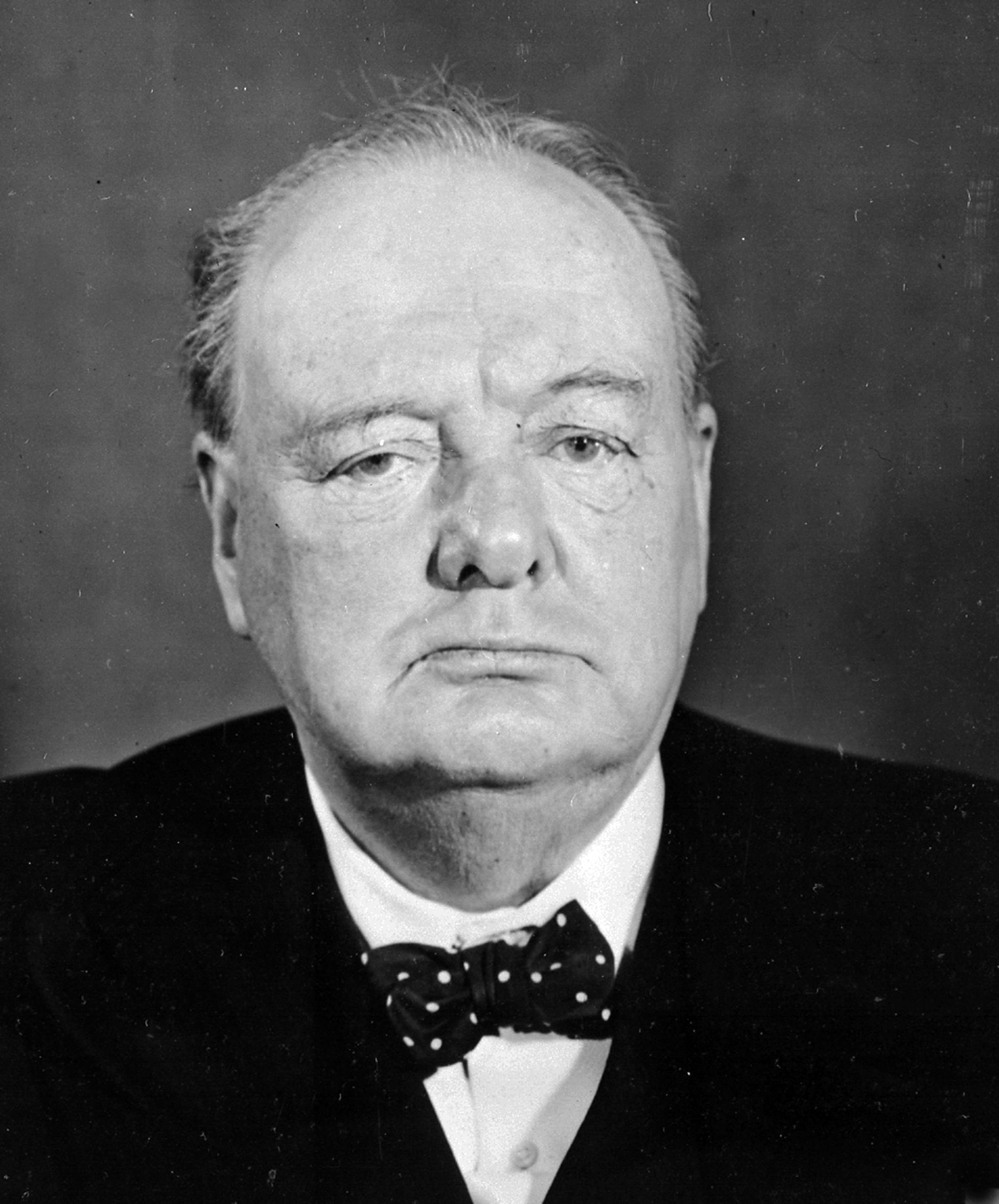
Winston Churchill en 1945.

Le cabinet de guerre de Churchill est un cabinet de guerre britannique mis en place en 1940 et dissous après la victoire des Alliés durant la Seconde Guerre mondiale. C'est un gouvernement d'unité nationale, mené par le conservateur Winston Churchill. Au début, Churchill a formé un cabinet de guerre de cinq hommes qui comprenait Neville Chamberlain en tant que Lord Président du Conseil, Clement Attlee en tant que Lord Privy Seal et plus tard en tant que vice-premier ministre, Edward Frederick Lindley Wood en tant que ministre des Affaires étrangères et Arthur Greenwood  en tant que ministre sans portefeuille.